# Max Busslinger
Max Busslinger (ur. 6 czerwca 1957 roku w Baden-Rütihof) – szwajcarski kierowca wyścigowy.

## Kariera
Busslinger rozpoczął karierę w międzynarodowych wyścigach samochodowych w 1982 roku od startów w Brytyjskiej Formule Ford 2000, gdzie jednak nie zdobywał punktów. W późniejszych latach pojawiał się także w stawce Europejskiej Formuły 3, Europejskiej Formuły 2 oraz Formuły 3000.
W Europejskiej Formule 2 Szwajcar wystartował w jednym wyścigu sezonu 1984 z włoską ekipą Merzario. Jednak nie zdołał dojechać do mety. Rok później wystąpił w dwóch wyścigach Formuły 3000  z włoską ekipą Corbari Italia. Nie zdobywał jednak punktów. Został sklasyfikowany na 27 pozycji w końcowej klasyfikacji kierowców.